# John Cale
Pour les articles homonymes, voir Cale.
John Cale, né le 9 mars 1942 à Garnant, dans le comté de Carmarthenshire (pays de Galles), est un auteur-compositeur-interprète, multi-instrumentiste et producteur gallois.
Membre du groupe Velvet Underground de 1965 à 1968, il démarre en 1970 une carrière solo. Si ses travaux les plus connus sont orientés vers le rock, il aborde tout au long de sa carrière de nombreux styles musicaux différents.
Il a également collaboré avec de nombreux artistes dont: The Modern Lovers, Patti Smith, The Stooges, Brian Eno, Terry Riley, Nick Drake, Nico ou encore Phil Manzanera.

## Biographie

### Débuts
John Davies Cale naît le 9 mars 1942 à Garnant, au sud du Pays de Galles. Il est le fils d'un mineur de fond, Will Cale, et d'une institutrice, Margaret Davies. Fermement nationaliste, la mère de Margaret, chez qui la famille s’installe, impose l'usage du gallois à la maison, si bien que John ne maîtrisera l'anglais, la langue dans laquelle son père s'exprime, qu'à l'âge de sept ans. Très tôt, John montre de bonnes dispositions pour la musique. D'abord initié au piano par sa mère, il apprend à jouer de l'alto dans l'orchestre de son collège. Il rejoint le National Youth Orchestra of Wales à treize ans. Au bénéfice d'une bourse, il étudie ensuite la musique au Goldsmiths College (Université de Londres). Il y suit des cours d'alto et de composition avec Humphrey Searle.
En 1963, la bourse Leonard Bernstein lui permet d’intégrer le conservatoire Eastman à Tanglewood, dans le Massachusetts, pour y apprendre la composition contemporaine. Six mois plus tard, il s’installe à New York. Il y rencontre notamment John Cage, qui le fait participer, avec d’autres jeunes pianistes, à la création des Vexations d'Erik Satie, une performance musicale de 18 heures. Tony Conrad, Aaron Copland et La Monte Young l’introduisent dans l’aventure du Dream Syndicate (Theater of Eternal Music). C'est à cette époque qu’il découvre le rock et qu’il fait la connaissance de Lou Reed, son aîné d'une semaine, qui l'engage comme musicien de studio pour Pickwick Records.

### The Velvet Underground

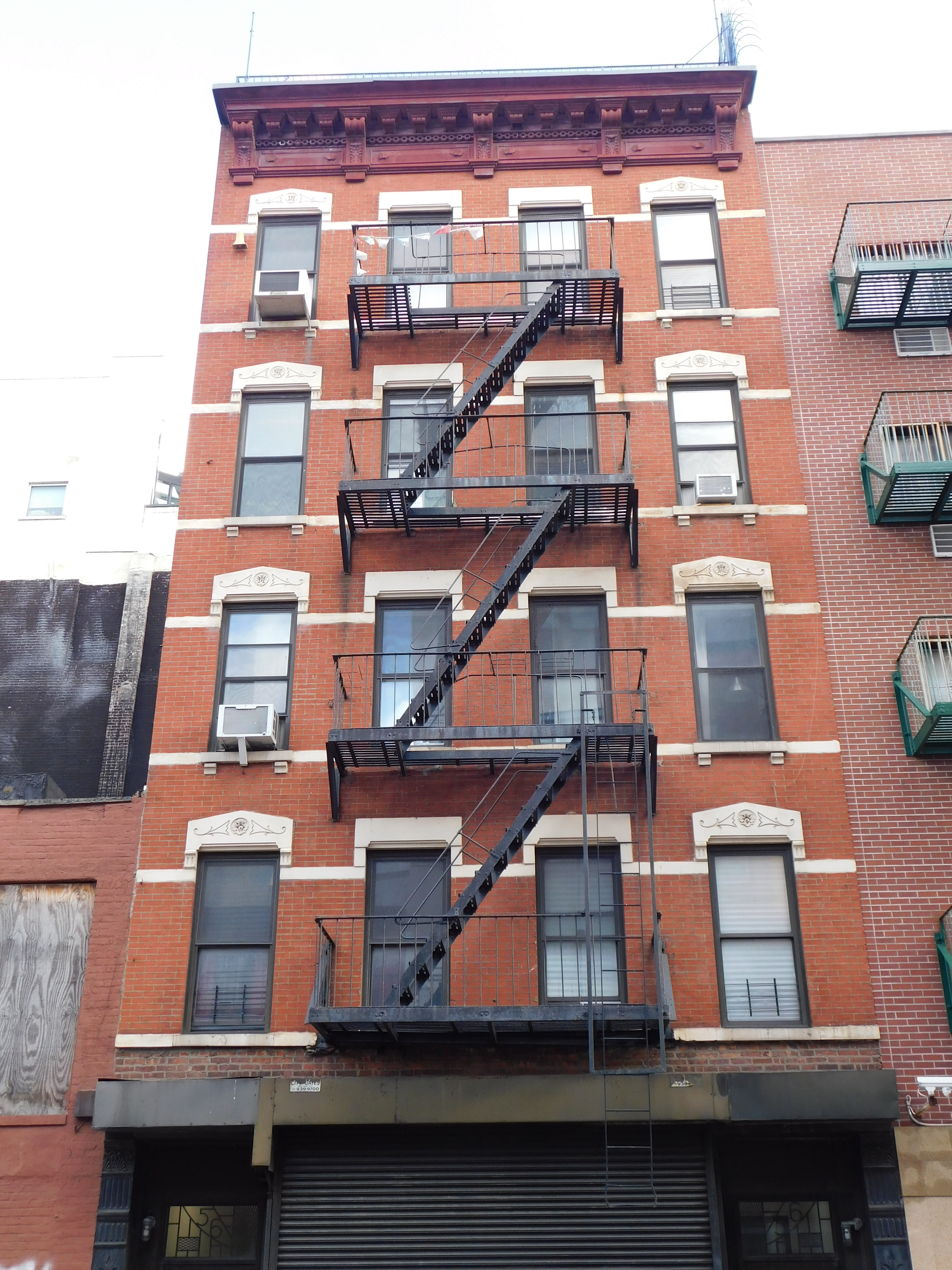
Le 56 rue Ludlow à Manhattan (New York), établissement de formation de The Velvet Underground.

De la rencontre entre Cale et Reed naît le groupe The Primitives, auquel se joignent Conrad (du Dream Syndicate) et Walter De Maria, un sculpteur également percussionniste. Ces deux membres ne restent pas, remplacés par Sterling Morrison et Maureen Tucker. Le groupe, accueilli à la Factory d'Andy Warhol, devient le Velvet Underground en 1965, auquel la chanteuse Nico, imposée par Warhol, va ponctuellement participer. Cale apporte au groupe les nombreux éléments extérieurs au monde du rock, musique répétitive, travail et expérimentations sur le son, qui feront ses particularités. Il participe à la conception, à l’écriture et à l’enregistrement des deux premiers albums du groupe The Velvet Underground and Nico et White Light/White Heat, qui sont des échecs commerciaux. Il chante sur quelques chansons, se charge de l'alto, des claviers et de la guitare basse. Ses expériences ne sont pas toujours du goût de Lou Reed ; leurs disputes fréquentes, leur rivalité, précipitent le départ de Cale en 1968.
En 1989, pour honorer Andy Warhol mort en 1987, il compose, joue et chante avec Lou Reed les Songs for Drella, qu'ils enregistrent en 1990. Quelques mois plus tard, rejoints par Sterling Morrisson et Moe Tucker le temps d’un concert impromptu lors du vernissage de la rétrospective Warhol à la Fondation Cartier de Jouy-en-Josas, le 15 juin 1990, ils recréent le Velvet Underground d'origine. Suivent une série de concerts en 1993 et l'album, Live MCMXCIII, avant la séparation définitive.

### Carrière solo

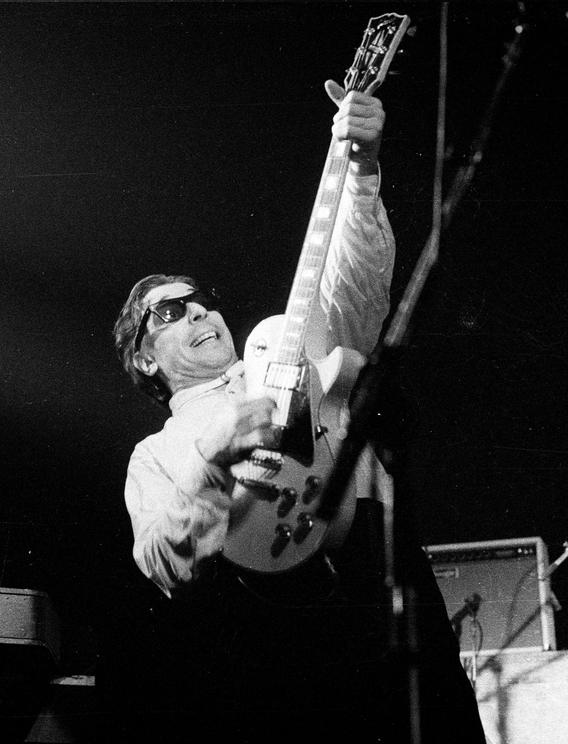
John Cale en 1983.

Le rock, les drogues dures, amphétamines, héroïne, marquent durablement la carrière solo de Cale qui débute en 1970, avec Vintage Violence. L’année suivante, il collabore avec le compositeur américain Terry Riley sur The Church of Anthrax, une œuvre de musique répétitive, genre qu’il poursuit sur Academy in Peril. En 1972, il rejoint Nico et Reed à Paris pour un unique concert au Bataclan.
En 1973 sort Paris 1919, un album aux nombreuses références, musicalement très élaboré, considéré comme l'un des sommets de sa carrière,, et l'un des disques emblématiques de la décennie 1970.
De retour à Londres, il signe avec la maison de disques Island Records un contrat qui va lui permettre de sortir des disques personnels à un rythme soutenu. Sur June 1, 1974, l’enregistrement d’un concert donné à Londres (Rainbow) avec Kevin Ayers, Brian Eno et Nico, il interprète Heartbreak Hotel, un des succès d’Elvis Presley, un standard qu'il reprendra souvent par la suite. Fear est un album rock auquel collabore Phil Manzanera, le guitariste de Roxy Music.

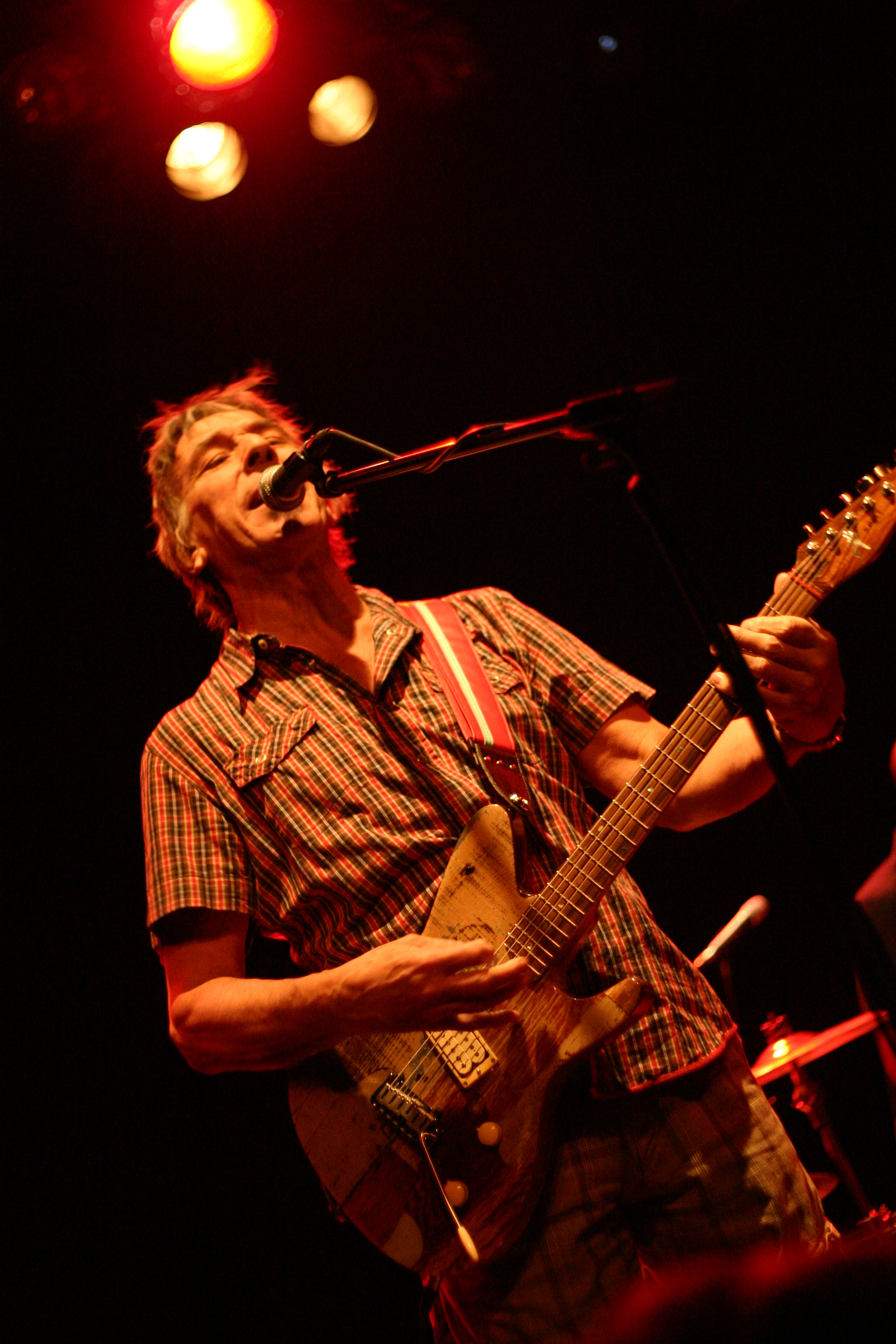
John Cale à Prague en 2006.

Ses excès, sa violence sur scène, en font un des précurseurs de la musique punk.
Parallèlement à sa propre discographie, Cale produit de nombreux artistes, dont Squeeze, Patti Smith, Sham 69, The Stooges, The Modern Lovers et Siouxsie and the Banshees.
En 1998, Cale est le programmateur du festival « With A Little Help From My Friends » qui se tient au Paradiso d'Amsterdam. Le concert retransmis à la télévision néerlandaise comprend un titre spécialement composé pour l'occasion et resté depuis inédit, Murdering Mouth chanté en duo avec Siouxsie Sioux.
En 1999, il donne un concert à Cardiff à l’occasion des festivités données pour la création de l’Assemblée nationale du pays de Galles.

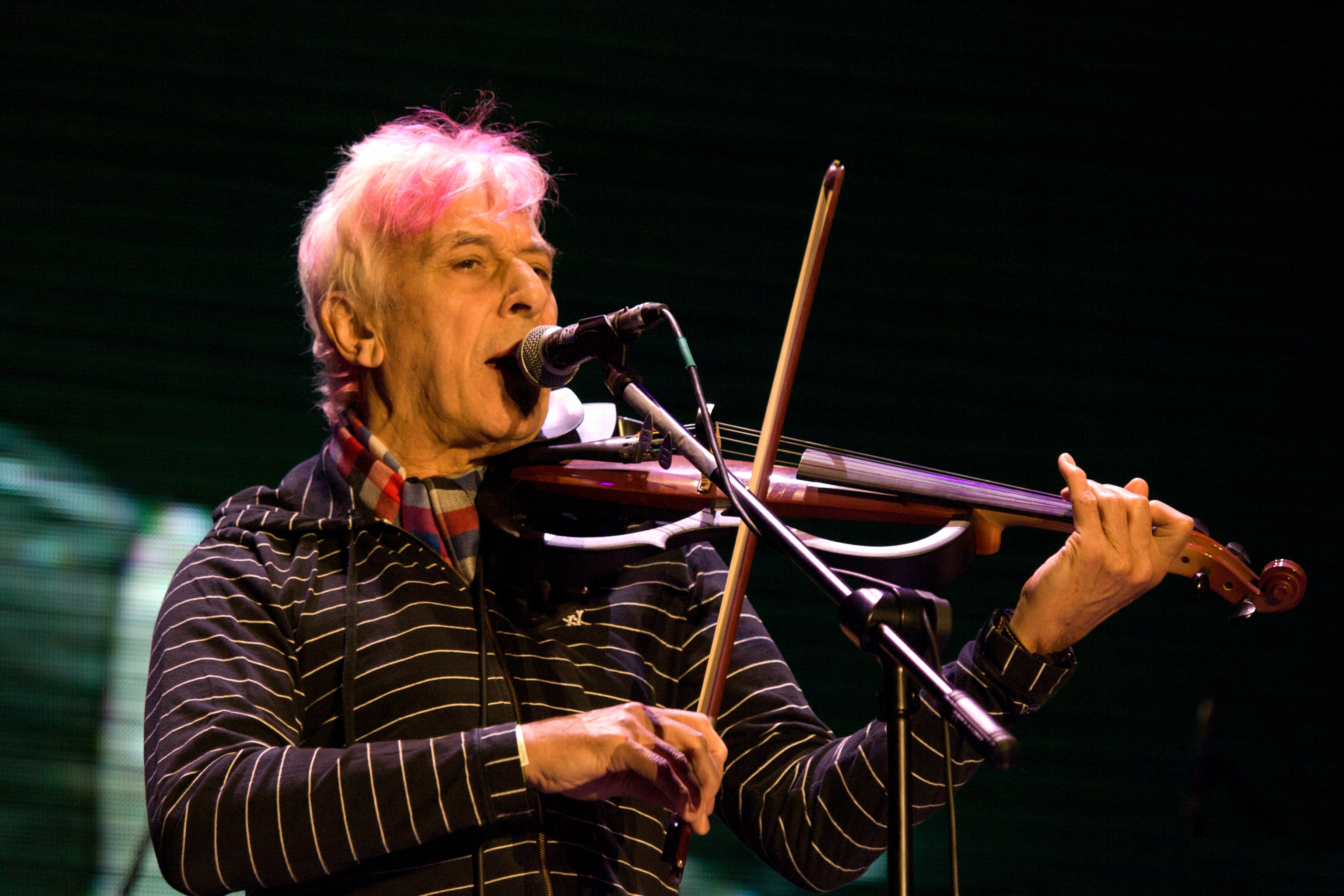
John Cale en 2010.

Son autobiographie, What's Welsh for zen ?, a été éditée en collaboration avec Victor Bockris et publiée en français aux éditions Au Diable Vauvert.
En 2010, il joue en concert, à la Salle Pleyel de Paris, son mythique album, Paris 1919 avec l'Orchestre national d'Île-de-France.
En 2011, Cale est en tournée française à partir du mois d'octobre.
Le 23 octobre 2014 il est invité avec Patti Smith pour un unique concert à La Fondation Cartier, à Paris.

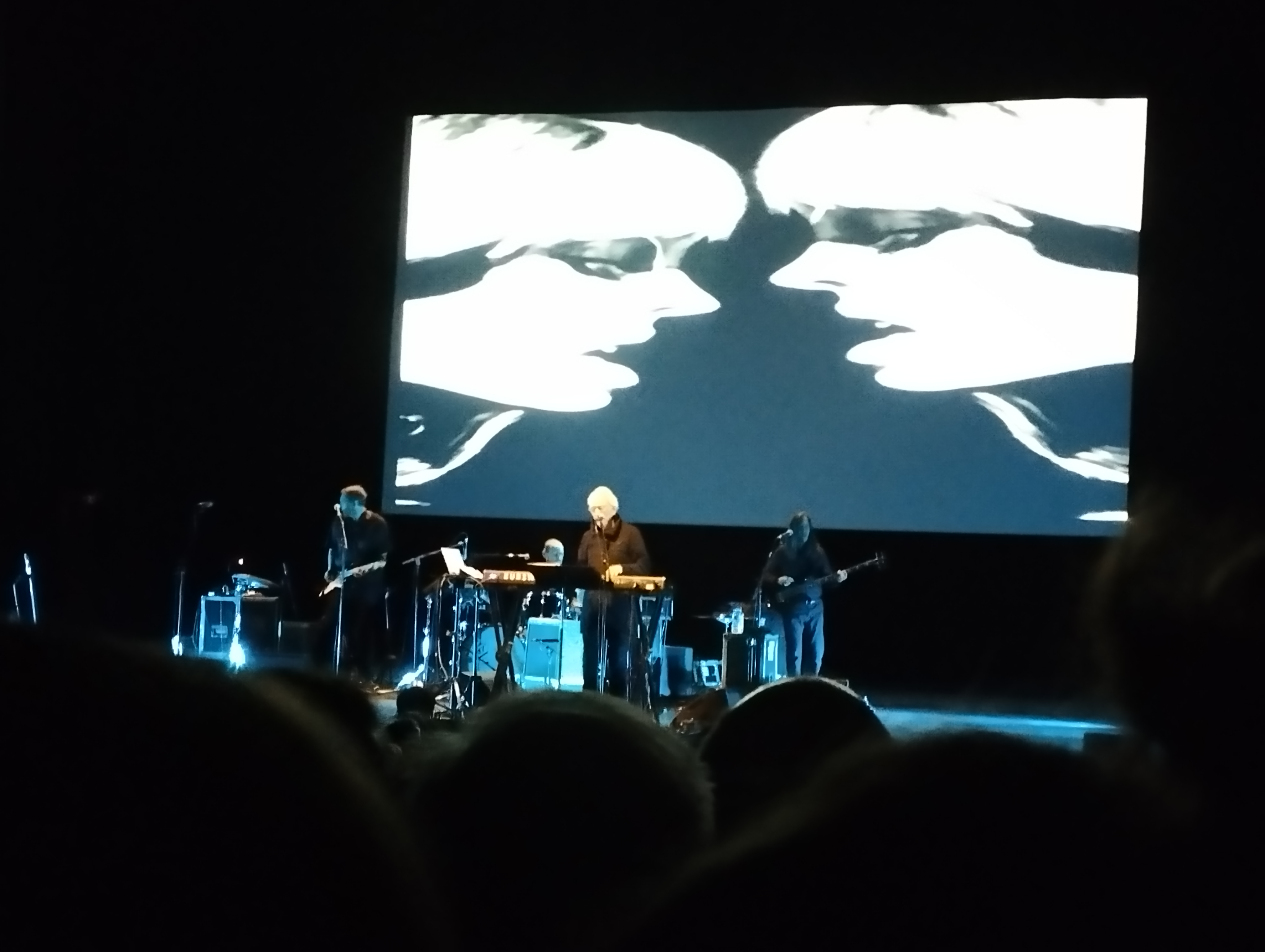
John Cale en concert à la salle Pleyel en février 2023.

En septembre 2019 il donne trois concerts sous le titre de 2019-1964 Futurespective à la Philharmonie de Paris.
John Cale publie un nouvel album le 20 janvier 2023, Mercy, avec la participation notamment de de Natalie Mering de Weyes Blood. Il reçcoit un accueil critique positif. Il débute parallèlement une nouvelle tournée passant notamment par la salle Pleyel et Le Trianon à Paris, ou encore le Splendid à Lille en hiver 2025,.

## Discographie

### Avec The Dream Syndicate
- 2000 : Day of Niagara (Table of the Elements)

### Enregistrements des années 1960
- 2001 : Sun Blindness Music (Table of the Elements)
- 2001 : Dream Interpretation : Inside The Dream Syndicate Vol. II (Table of the Elements)
- 2001 : Stainless Gamelan : Inside The Dream Syndicate Vol. III (Table of the Elements)

### Avec The Velvet Underground
- 1967 : The Velvet Underground and Nico
- 1968 : White Light/White Heat
- 1985 : VU (compilation)
- 1986 : Another View (compilation)
- 1993 : Live MCMXCIII
- 1995 : Peel Slowly and See (compilation + nombreux inédits)
- 2003 : The Very Best of the Velvet Underground (compilation)

### Solo
- 1970 : Vintage Violence

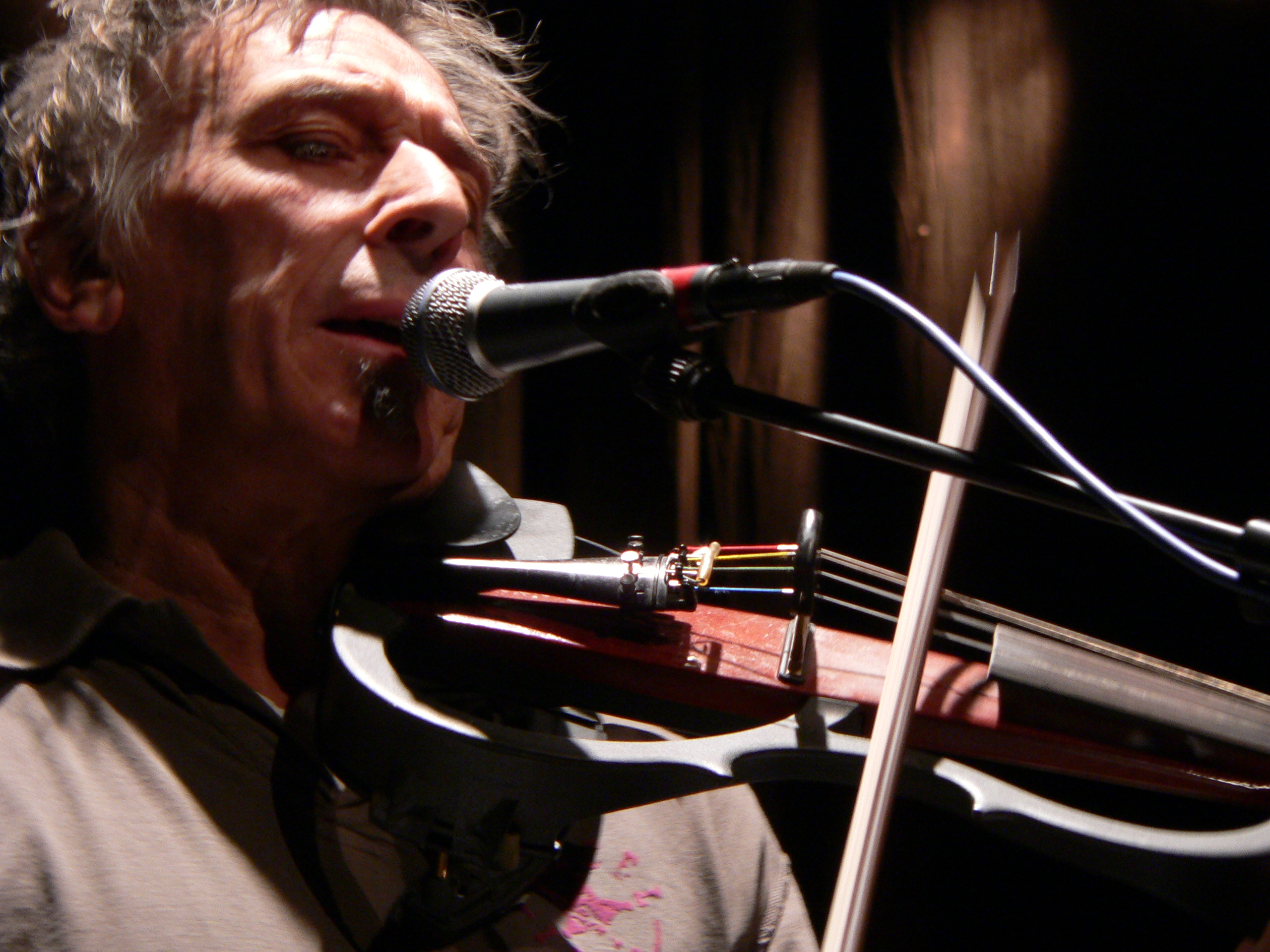
John Cale en concert à Warande (Belgique) en 2006.

- 1972 : The Academy in Peril (Reprise)
- 1973 : Paris 1919
- 1974 : Fear
- 1975 : Slow Dazzle
- 1975 : Helen of Troy
- 1977 : Guts (compilation)
- 1979 : Sabotage / Live (live)
- 1981 : Honi Soit
- 1982 : Music for a New Society
- 1983 : Caribbean Sunset (jamais réédité en CD)
- 1984 : John Cale Comes Alive (live, jamais réédité en CD)
- 1985 : Artificial Intelligence
- 1989 : Words for the Dying
- 1991 : Even Cowgirls Get the Blues (live)
- 1991 : Paris s'éveille, suivi d'autres compositions  (BO film homonyme)
- 1992 : Fragments of a rainy season (live)
- 1993 : 23 Solo Pieces pour La Naissance de L'Amour (BO film homonyme)
- 1994 : N'oublie pas que tu vas mourir (BO film homonyme)
- 1994 : Seducing Down the Door (compilation)
- 1995 : Antartida (BO film homonyme)
- 1996 : Walking on Locusts
- 1997 : Eat / Kiss : Music for the Films of Andy Warhol (live, et pas BO, paradoxalement)
- 1998 : Somewhere in the City (BO film homonyme)
- 1999 : The Unknown (BO de la réédition du film homonyme)
- 1999 : Le Vent de la nuit (BO film homonyme)
- 1999 : Close watch : An Introduction to John Cale (compilation)
- 2003 : HoboSapiens
- 2005 : Process
- 2005 : BlackAcetate
- 2007 : Circus Live (Triple CD Live)
- 2011 : Extra playful (maxi)
- 2012 : Shifty Adventures in Nookie Wood
- 2016 : M:FANS
- 2023 : Mercy
- 2024 : Poptical Illusion
- 2025 : MiXology (volume 1)

### BOF
- 1995 : Antártida de Manuel Huerga
- 2000 : Love Me BO du film homonyme de Lætitia Masson
- 2000 : Saint-Cyr, B.O. du film Saint-Cyr de Patricia Mazuy
- 2004 : BO de Process de C.S. Leigh
- 2011 : BO d'Un été brûlant de Philippe Garrel
- 2011 : BO de Sport de filles de Patricia Mazuy
- 2013 : BO de La Jalousie de Philippe Garrel
- 2018 : BO de Paul Sanchez est revenu ! de Patricia Mazuy

### Collaborations

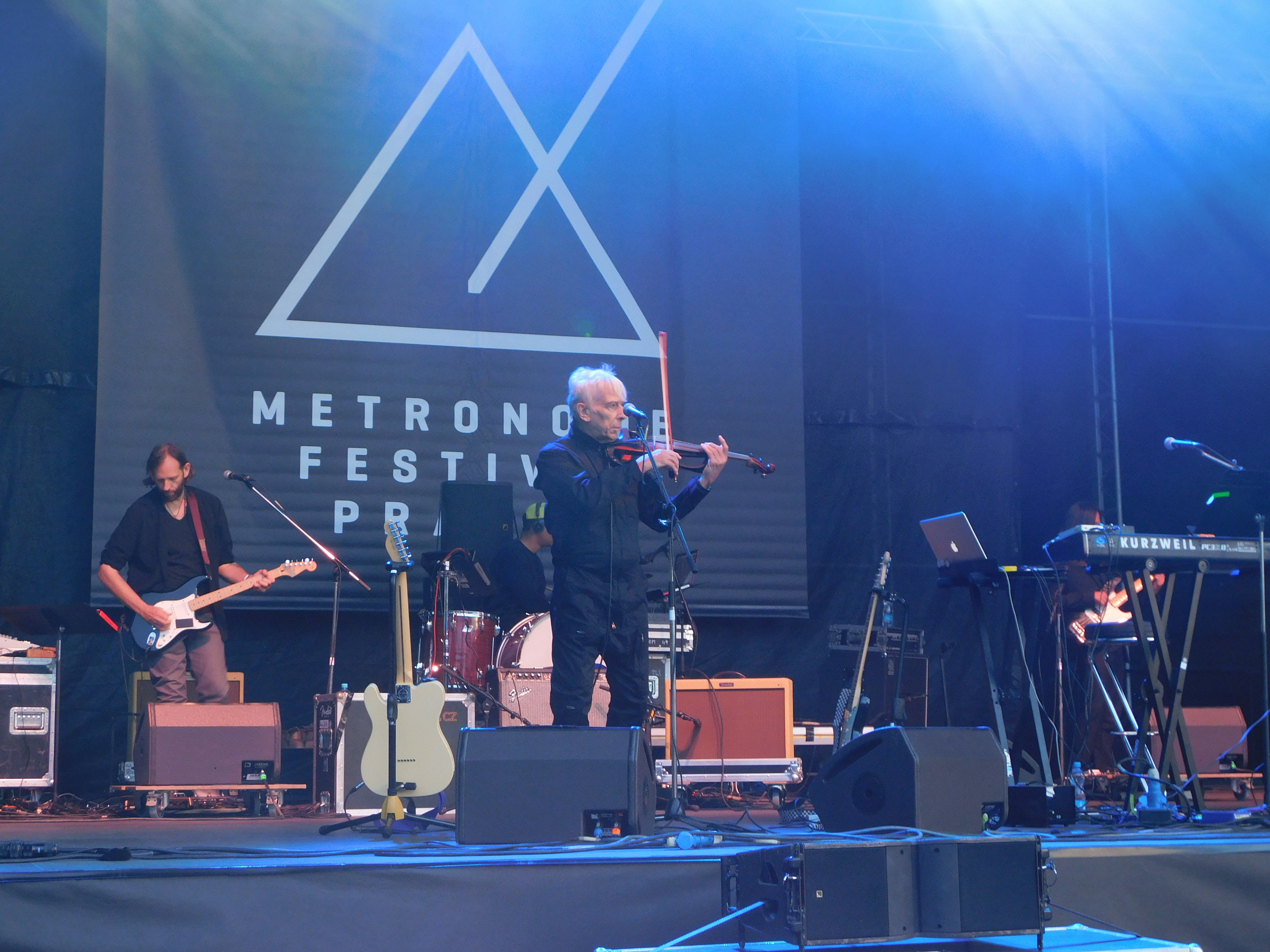
John Cale à Prague en 2018.

- 1967 : Chelsea Girl, Nico : coproducteur, compositeur
- 1969 : The Marble Index, Nico : producteur, arrangeur, musicien
- 1969 : The Stooges, Iggy Pop & The Stooges : producteur
- 1970 : Bryter Layter, Nick Drake : musicien
- 1971 : The Church of Anthrax, Terry Riley : producteur, musicien, coauteur, co-compositeur
- 1971 : Desertshore, Nico : producteur, arrangeur, musicien
- 1974 : June 1, 1974 (live), Kevin Ayers, Brian Eno et Nico
- 1974 : The End, Nico : producteur, arrangeur, musicien
- 1975 : Horses, Patti Smith : producteur
- 1976 : The Modern Lovers, The Modern Lovers : producteur
- 1978 : Re Bop, Marie et les garçons : producteur
- 1981 : Drama of Exile, Nico : producteur, arrangeur, musicien
- 1986 : Pop model, Lio : producteur
- 1987 : Squirrel and G-Man Twenty Four Hour Party People Plastic Face Carnt Smile (White Out), Happy Mondays : producteur
- 1990 : Songs for Drella, Lou Reed (hommage à Andy Warhol) : chanteur, musicien, compositeur, auteur
- 1990 : Wrong Way Up, Brian Eno : arrangeur, musicien, compositeur et auteur
- 1991 : Les Nouvelles Polyphonies corses : pianiste sur le morceau Nanna
- 1991 : Louise Féron, Louise Féron : producteur
- 1994 : Last Day on Earth, Bob Neuwirth : producteur, chanteur, musicien, compositeur, auteur
- 1995 : The Rapture, Siouxsie and the Banshees : producteur
- 1996 : In Paradisu, Les Nouvelles Polyphonies corses : producteur
- 1996 : Nostalgia (en), Ivan Král : compositeur
- 2002 : Positions, Trash Palace : chanteur, musicien, compositeur, auteur

## Annexes

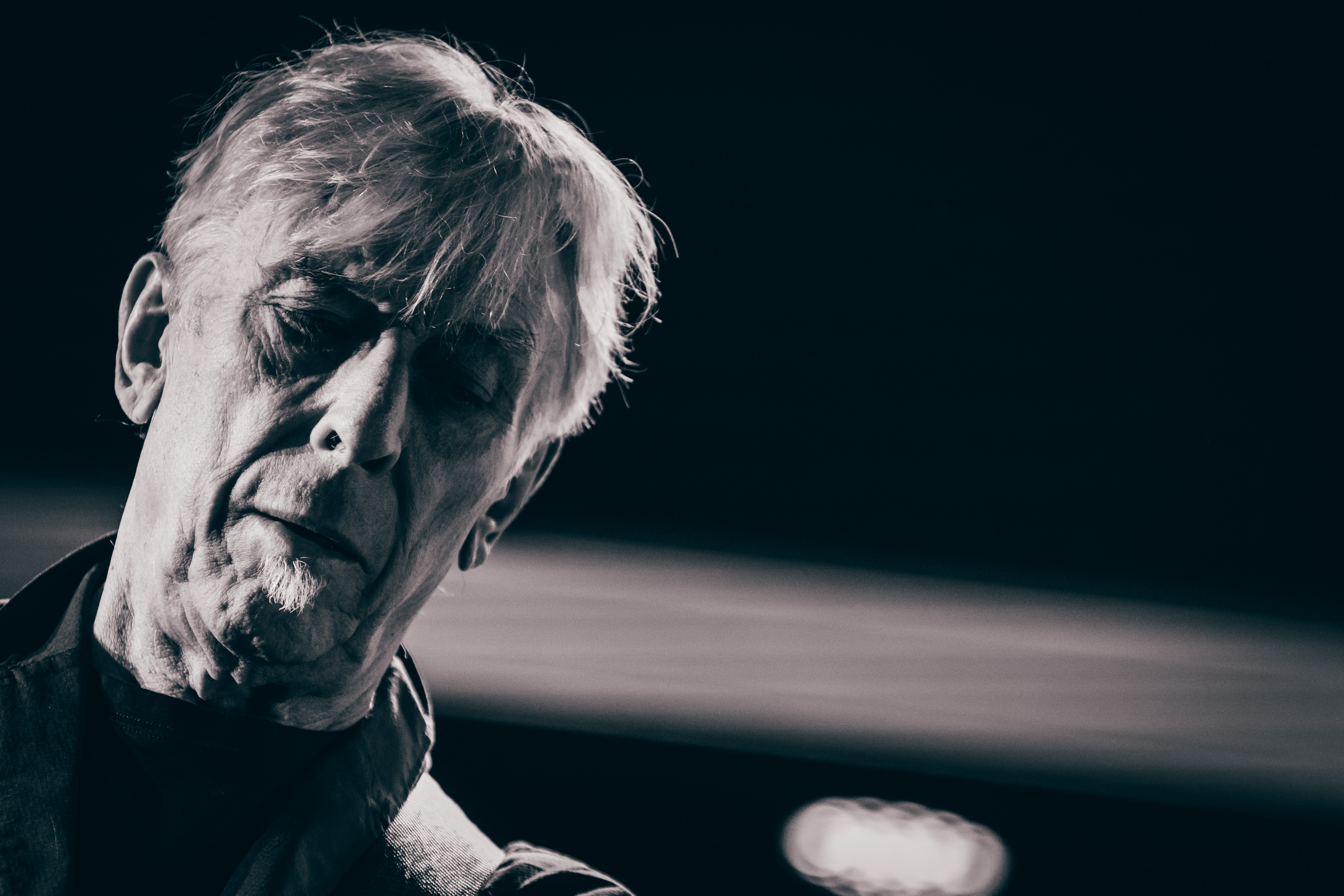
John Cale sur scène en 2020.